# Seathrún Céitinn
Seathrún Céitinn (englisch Geoffrey Keating, * ca. 1569 in Burgess (An Bhuirgéis) in der Gemeinde Tubrid (Tiobraid), heute zu Ballylooby (Béal Átha Lúbaigh) bei Cahir, County Tipperary; † 1644 in Tubrid) war ein irischer Historiker, Dichter und katholischer Priester. Er stammte aus einer alten anglo-irischen Familie (na Sean-Ghall, „alte Fremde“). Sein Geburtsdatum ist umstritten, auch 1570 und 1581 werden genannt. Als Geburtsort wird auch Moorstown Castle diskutiert.

## Leben
Im Alter von 24 Jahren wurde er zum Priester geweiht. Er studierte ab 1603 Theologie am neu gegründeten Irischen Kolleg in Bordeaux (Frankreich), erwarb dort den Doktortitel der Theologie und kehrte 1610 nach Irland zurück. Er wurde zunächst Gemeindepriester in Knockgraffon (Cnoc Rafann, heute zu New Inn, Co. Tipperary), musste dies jedoch wegen der Verfolgung unter den Penal Laws 1620 aufgeben. Er versteckte sich zunächst in der Höhle Poll Granda im Glen of Aherlow (Gleann Eatharlaí), um dann während sechs Jahren unter falschem Namen durch Irland zu reisen, Material zu sammeln und sich ganz der literarischen Tätigkeit zu widmen.

## Werke
Keating vollendete sein historisches Hauptwerk Foras feasa ar Éirinn („Wissensgrundlage über Irland“, meist kurz Geschichte Irlands genannt) ca. 1634. Die Geschichte wurde auch als Verteidigung seiner irischen Landsleute gegen die protestantischen Kolonisten in Ulster (na Nua-Gall, „die neue Fremden“) verfasst, und gegen Autoren wie William Camden, Edmund Spenser, Giraldus Cambrensis, Richard Stanihurst, Meredith Hamner, John Barclay, John Davies und Edmund Campion, die durchgehend negative Beschreibungen von Irland und vor allem ihrer Bewohner gaben. Keating vergleicht diese Autoren mit Käfern, die sich im Dung suhlen, sie seien unfähig, Schönheit zu erkennen.
An Camden kritisiert er vor allem dessen Unkenntnis der irischen Sprache, bzw. seine Weigerung, sie sich anzueignen, wodurch ihm die einheimischen Quellen verschlossen bleiben.
Als Quelle nutzte Keating vor allem das Lebor Gabála Érenn und weitere historische und pseudohistorische Quellen der irischen Überlieferung.
Keatings Geschichte reicht (wie seinerzeit üblich) weit in mythische Zeiten zurück und beginnt mit der Erschaffung der Welt. Seine Genealogien leitet die adeligen gälischen Familien von den Söhnen Míl Espánes ab, Éber und Éremón. Das Geschichtswerk endet mit der normannischen Invasion im 12. Jahrhundert.
Weiterhin schrieb Keating v. a. Gedichte und theologische Werke.

## Rezeption
Seine Geschichte wurde von seinen englischen Zeitgenossen angegriffen, da er auf Irisch schrieb, in Munster in der Provinz lebte (jenseits des Pale) und sich angeblich zu sehr auf lokale Überlieferungen stützte. Auch Richard Cox betont im Vorwort zu seiner Hibernia Anglicana von 1689, dass das Werk reine Fiktion sei.
Brendan Bradshaw hebt dagegen hervor, dass Keating durchaus in die zeitgenössische antiquarische Forschung eingebunden war.
Seine damalige Bedeutung gewann es vor allem durch die Unterstützung pro-katholischer Kräfte, insbes. auch der Ansprüche der Stuart-Dynastie.
Darüber hinaus ist es ein herausragendes Beispiel der Literatur in frühneuirischer Sprache (Klassisches Irisch). Keatings Sprache und Stil war prägend und galt bis zum Ende des 19. Jh. als Quasi-Standard des Irischen.
John Lynch übersetzte das Buch in Latein, diese Fassung wurde aber nie publiziert.
Englische Übersetzung stammen von:
- Dermot O’Connor 1726
- Michael Kearney 1668
- W. Haliday 1811, neue Übersetzung der Einleitung und eines Teils des Textes
- John O’Mahony 1857 in New York
- David Comyn 1898 in Dublin